# Kozarac, Čeminac
Kozarac je naselje na Hrvaškem, ki upravno spada pod občino Čeminac; le-ta pa spada pod Osiješko-baranjsko županijo.

## Zgodovina
Pred drugo svetovno vojno so bili Nemci katoliške vere večinsko prebivalstvo; po letu 1946 so se v naselje pričeli naseljevati že Međimurci.

## Demografija
| Pregled števila prebivalcev po letih | Pregled števila prebivalcev po letih | Pregled števila prebivalcev po letih | Pregled števila prebivalcev po letih | Pregled števila prebivalcev po letih | Pregled števila prebivalcev po letih | Pregled števila prebivalcev po letih | Pregled števila prebivalcev po letih | Pregled števila prebivalcev po letih | Pregled števila prebivalcev po letih | Pregled števila prebivalcev po letih | Pregled števila prebivalcev po letih | Pregled števila prebivalcev po letih | Pregled števila prebivalcev po letih | Pregled števila prebivalcev po letih |
| ------------------------------------ | ------------------------------------ | ------------------------------------ | ------------------------------------ | ------------------------------------ | ------------------------------------ | ------------------------------------ | ------------------------------------ | ------------------------------------ | ------------------------------------ | ------------------------------------ | ------------------------------------ | ------------------------------------ | ------------------------------------ | ------------------------------------ |
| 1857                                 | 1869                                 | 1880                                 | 1890                                 | 1900                                 | 1910                                 | 1921                                 | 1931                                 | 1948                                 | 1953                                 | 1961                                 | 1971                                 | 1981                                 | 1991                                 | 2001                                 |
| 437                                  | 436                                  | 501                                  | 523                                  | 547                                  | 638                                  | 592                                  | 655                                  | 705                                  | 660                                  | 784                                  | 701                                  | 684                                  | 933                                  | 789                                  |